# Кумылженское сельское поселение
Кумы́лженское се́льское поселе́ние — муниципальное образование в составе Кумылженского района Волгоградской области.
Административный центр — станица Кумылженская.

## История
Кумылженское сельское поселение образовано 14 февраля 2005 года в соответствии с Законом Волгоградской области № 1006-ОД.

## Население
| 2010  | 2012  | 2013  | 2014  | 2015  | 2016  | 2017  |
| ----- | ----- | ----- | ----- | ----- | ----- | ----- |
| 9897  | ↘9730 | ↘9648 | ↘9553 | ↘9441 | ↘9383 | ↘9263 |
| 2018  | 2019  | 2020  | 2021  |       |       |       |
| ↘9177 | ↘9101 | ↘8941 | ↘8866 |       |       |       |

## Состав сельского поселения
| №  | Населённый пункт | Тип населённого пункта          | Население |
| -- | ---------------- | ------------------------------- | --------- |
| 1  | Глушица          | хутор                           | 157       |
| 2  | Головский        | хутор                           | 16        |
| 3  | Жуковский        | хутор                           | 56        |
| 4  | Ильменевский     | хутор                           | 45        |
| 5  | Ключи            | хутор                           | 22        |
| 6  | Колотаевский     | хутор                           | 0         |
| 7  | Красноармейский  | хутор                           | 291       |
| 8  | Кумылженская     | станица, административный центр | ↘7342     |
| 9  | Кучуровский      | хутор                           | 87        |
| 10 | Никитинский      | хутор                           | 399       |
| 11 | Обливский        | хутор                           | 293       |
| 12 | Потаповский      | хутор                           | 144       |
| 13 | Родионовский     | хутор                           | ↗235      |
| 14 | Самойловский     | хутор                           | 1         |
| 15 | Сарычевский      | хутор                           | 127       |
| 16 | Сигаевский       | хутор                           | 10        |
| 17 | Сиськовский      | хутор                           | 47        |
| 18 | Чуносовский      | хутор                           | 14        |

## Местное самоуправление
Главы МО
- с октября 2009 года до 2016 года Пономарев Сергей Викторович
- с 2016 года Потапов Юрий Владимирович

Администрация
Юридический адрес администрации: 403402, Волгоградская область, Кумылженский район, ст. Кумылженская, ул. Калинина, 1.
Фактический адрес администрации: 403402, Волгоградская область, Кумылженский район, ст. Кумылженская, ул. Мира, 8.

## Флаг

### Описание флага
Прямоугольное полотнище красного цвета с отношением ширины к длине 2:3 , воспроизводящее композицию герба Кумылженского сельского поселения в красном , белом , желтом , синем и темно-красном цветах.

### Обоснование символики
Казак - защитник Отечества. Одеяние всадника приближенно ко времени основания поселений -XVII век. Станица Кумылженская основана в 1613 году. 
Цветовое решение герба глубоко символично. 
Червленый (красный) щит символизирует храбрость, мужество и неустрашимость. 
Лазоревый (синий, голубой) цвет кафтана - символ красоты, ясности мягкости и величия. 
Рубаха и штаны пурпур - символ достоинства, силы и могущества. 
Золото – символ богатства, справедливости, милосердия, великодушия, постоянства и верности. 
Серебро - символ чистоты, доброты и невинности.